# Fanjaus
Fanjaus (en francès Fanjeaux) és un municipi francès situat al departament de l'Aude i a la regió d'Occitània.
La tradició càtara de Fanjaus, és molt antiga: se sap que Gilabert de Castres ja residia en aquesta població des de 1193. Les cròniques coincideixen a assenyalar que els perfectes dirigien tallers de teixit en aquesta vila. I va ser ordenada priora càtara Esclarmonda de Foix, germana del comte Ramon Roger I de Foix (1188-1223). La influència històrica de Fanjaus va ser tant important que el pontífex Inocenci III va enviar a Domènec de Guzmán a combatre, amb totes les armes, el catarisme; el dominic espanyol va residir en aquesta població nou anys, i durant aquest temps va predicar amb l'exemple de la pobresa i va viure amb austeritat, de manera similar als perfectes càtars. D'aquesta manera, va aconseguir guanyar-se l'estima de la gent, des de la dignitat de rector de l'Església refusant els honors eclesiàstics que el Papa li oferia. A més, Domènec de Guzman mai va donar suport a la croada, estava obert al diàleg, fet que va posar nerviós el pontífex en més d'una ocasió.
A Fanjaus Domènec va fundar el monestir de Prolha, cenobi de nones converses, fruit d'una visió celestial que, l'any 1206 va rebre el sant hispà en contemplar el traç d'un cometa resplendent que queia sobre la plana de Seignabou.
Malgrat tot, Fanjaus tampoc no es lliurà dels horrors de la croada ja que fou massacrada per Simó IV de Montfort, durant la tardor de 1209. A l'entrada de la població, un creuer amb estela discoïdal de pedra colonitzada de liquen evoca el diàleg entre catòlics i càtars mercès a Domènec de Guzman.